# Moût (brasserie)
Pour les articles homonymes, voir Mout (homonymie).
 (mai 2021).
Si vous disposez d'ouvrages ou d'articles de référence ou si vous connaissez des sites web de qualité traitant du thème abordé ici, merci de compléter l'article en donnant les références utiles à sa vérifiabilité et en les liant à la section « Notes et références ».

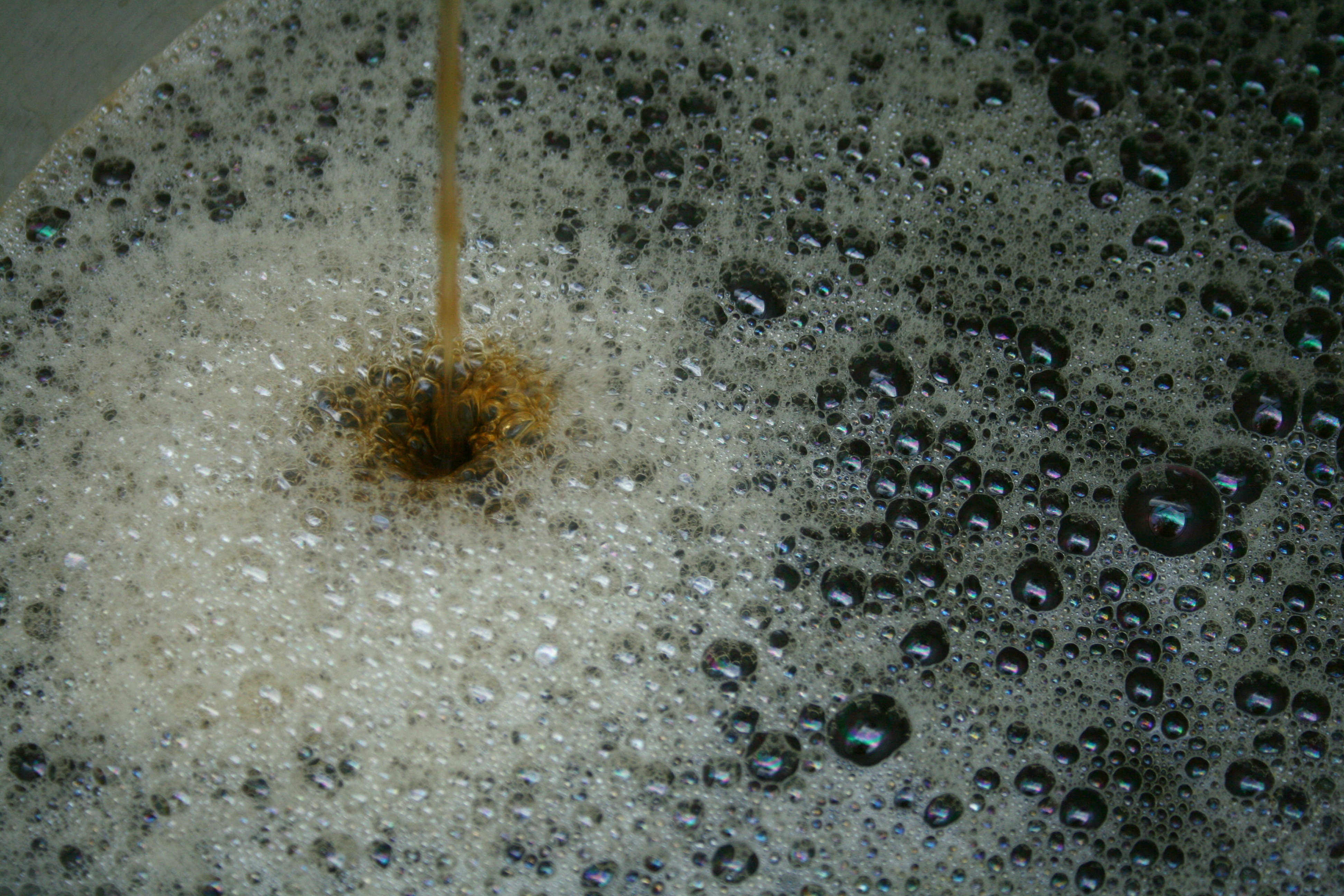
Moût.

Le moût est, dans le domaine de la brasserie, un liquide à forte teneur en sucre, employé dans la production de whisky, de bière et d'autres boissons alcoolisées à base de céréales. L'alcool de ces boissons est obtenu lors de la transformation des sucres par des levures dans un processus de fermentation.

## Production
Il est obtenu par le mélange d'eau chaude, de malt, et éventuellement de céréales non maltées, dans une cuve-matière.
Ce liquide est transféré de la cuve-matière vers la cuve de fermentation (en anglais fermenting vat ou washback). On y ajoute une levure et débute alors le processus de fermentation qui va transformer le sucre en alcool.